# Димитър Попов (генерал, р. 1929)
Вижте пояснителната страница за други личности с името Димитър Попов.
Димитър Петров Попов е български офицер, генерал-лейтенант.

## Биография
Роден е на 20 октомври 1929 г. в пловдивското село Брестовица. От 1951 г. е помощник-командир на взвод в Школата за запасни офицери. Завърша Военната академия в София през 1960 г., а през 1978 г. и курс в Академията на Генералния щаб на СССР в Москва. От 1962 до 1974 г. последователно е заместник-командир и командир на тридесет и трети мотострелкови полк (от есента на 1965), базиран в село Звездец. По време на мащабното учение „Щит-82“, проведено през 1982 г. е командир на шестнадесета мотострелкова дивизия в Бургас. В периода 15 септември 1987 – 1 септември 1991 е командир на втора армия. Членува в Съюза на офицерите и сержантите от запаса и резерва. Пише книга, озаглавена „Стръмни пътеки“.
Умира на 29 януари 2022 г.